# Virginiakrassing
Virginiakrassing (Lepidium virginicum) är en växtart i familjen korsblommiga växter.